# Fay Lanphier

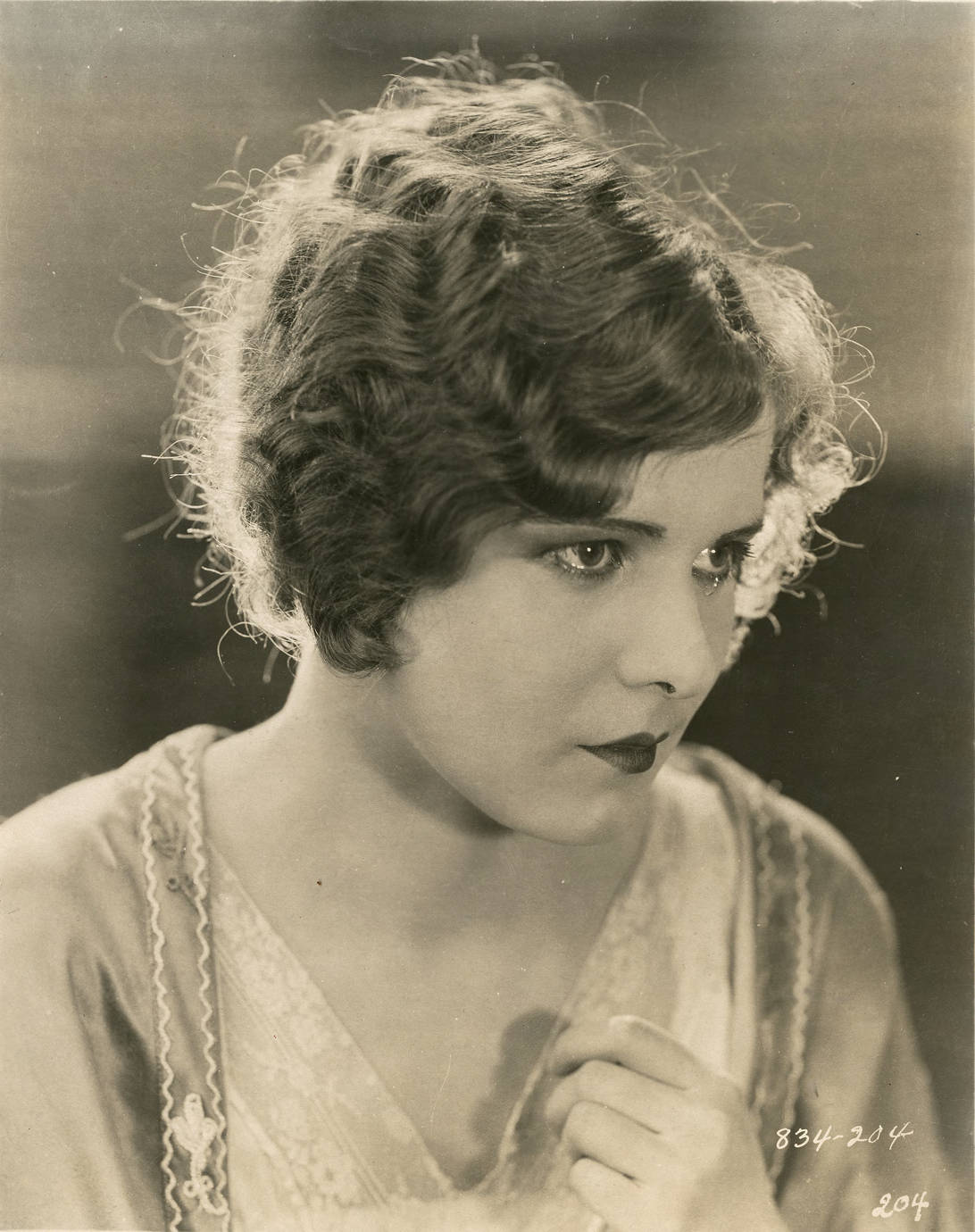
Fay Lanphier (1926)

Fay Lanphier (* 12. Dezember 1905 im Los Angeles County, Kalifornien, USA; † 12. Juni 1959 Oakland, Kalifornien, USA) war 1925 die fünfte Miss America und spätere Schauspielerin.

## Leben
Fay Lanphier war das älteste von sechs Geschwistern und musste früh ihrer alleinerziehenden Mutter im Haushalt helfen. Später zogen sie nach Oakland, wo Fay das Business College besuchte. 1924 wurde sie zur Miss Santa Cruz gewählt und wurde Dritte bei der Wahl zur Miss America. 1925 wurde sie Miss California und startete in Atlantic City als Favoritin zur Wahl der Miss America, die sie auch gewann. Im selben Jahr trat sie im Film Miss America der Famous Players auf und wurde Rose Queen.
1926 zog sie nach New York, um bei den Paramount Pictures ihren ersten Film zu drehen. 1928 folgte der zweite Film, aber beide waren ein Flop. Anschließend nahm sie an einem 16-wöchigen Tanzturnier teil, welches sie gewann und für die damalige Zeit ein sehr hohes Preisgeld von 50.000 USD erhielt. 1931 heiratete sie ihre Jugendliebe aus der Collegezeit, Winfield Daniels, mit dem sie zwei Töchter hatte. Fay Lanphier starb 1959 im Alter von 53 Jahren an einer Lungenentzündung.

## Filmographie
- 1926: Die schönste Frau der Staaten (The American Venus)
- 1926: Flying Elephants